# タルンイ

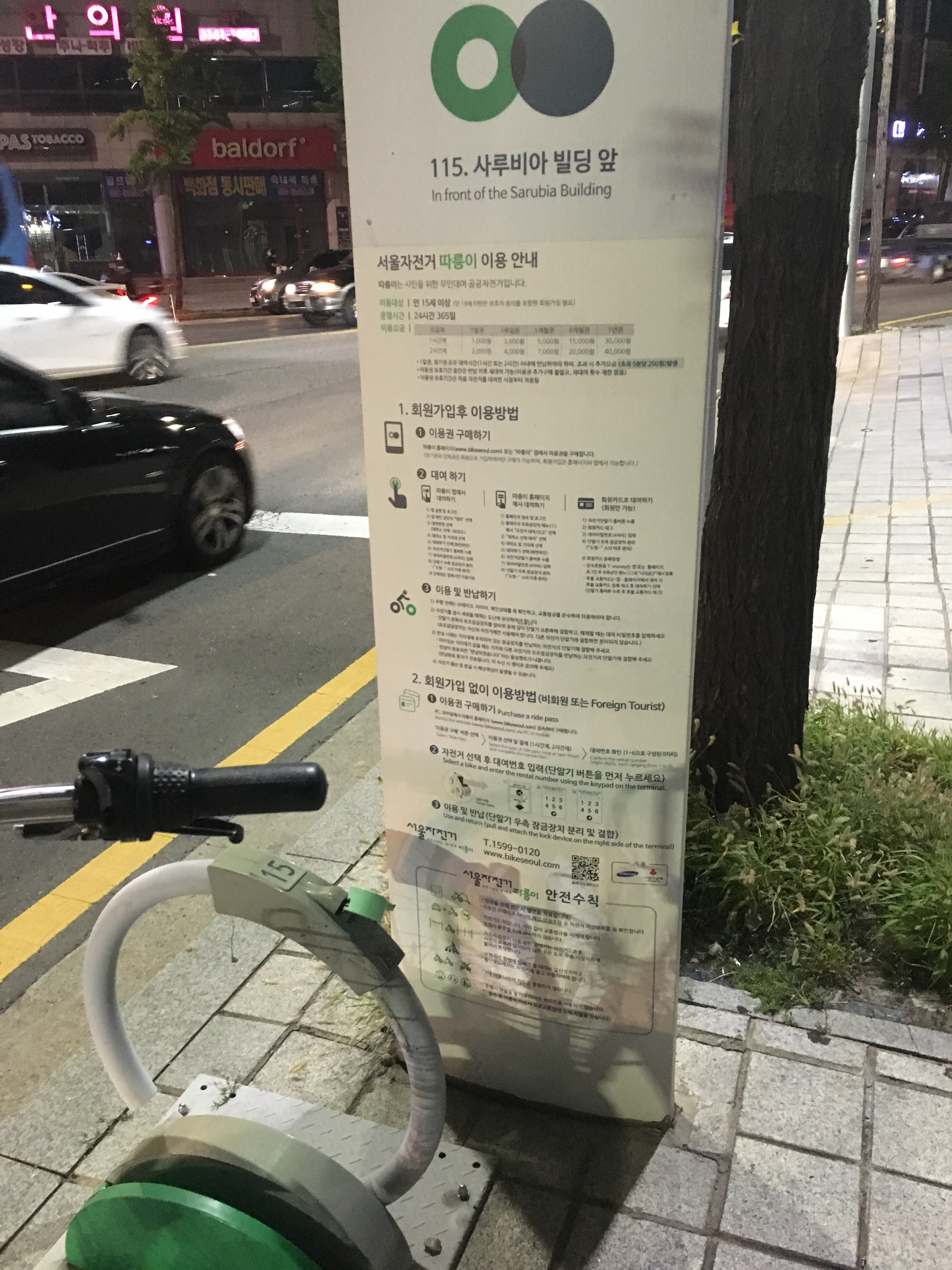
タルンイの貸出所、2018年撮影。

タルンイ（朝鮮語: 따릉이）は、2015年から始まった、ソウル特別市による公共の自転車シェアリングの仕組みで、その名称は、自転車のベルの音をもじったものである。英語では、「Seoul Bike（ソウル・バイク）」、日本語では「ソウル自転車」とも呼ばれる。
タルンイは、2015年10月に、ソウルに初めて導入され、まず漢江の右岸側の一部の地区から提供され始めた。数か月後、貸出所の数は150か所に達し、1500台の自転車が利用できるようになった。2016年には、貸出所の数は順調に増加し、ソウルの新しい地区にも広がるようになった。2016年7月の時点で、貸出所の数は300か所に達し、3000台の自転車が利用できるようになっており、ソウルの市長であった朴元淳（パク・ウォンスン）は、利用できる自転車の台数を20,000台まで増加させたいという意向を示していた。
タルンイの「乗継マイレージ（환승마일리지）」は、公共交通期間を利用する前後30分以内にタルンイを利用した場合に、マイレージを貯められるサービスである。しかし、これが適用されるのは、利用者が年間パスを購入している場合に限られる。
同様の公共シェアサイクルのサービスは、韓国内では、ほかにも大田広域市、慶州市、光州広域市、公州市、麗水市や、釜山広域市の一部でも提供されている。

## 歴史

### 前史
ソウル特別市における市レベルの公共自転車レンタルサービスは、2000年4月に始まった。当時は、倉洞駅と汝矣島駅の2か所の地下鉄駅を中心にレンタル施設が設置され、会員登録制の有料サービスが提供された。2004年ころには、松坡区が自転車特別区に指定され、公園を中心に自転車の無料レンタルサービスが運営された。2008年には、地下鉄駅や市内などへの本格的な無人サービス拡大が進んだ。
2007年11月、ソウル特別市は自転車関連政策を発表し、パリ市のヴェリブのような無人公共自転車を導入し、来年から試験運営すると明らかにした。自転車専用道路網の圏域内に300m間隔で貸出所5102か所を設け、自転車82,400台を備える計画であった。翌2008年10月、ソウル特別市は自転車マスタープランを再発表し、2012年まで公共レンタル自転車の導入を積極的に検討するという意思を再び確認した。ただし、いずれの発表も、自転車道の拡充に重点が置かれ、ソウル特別市全域における公共自転車レンタルにはあまり進展がなかった。一方、その年末にはソウル施設公団が清渓川沿いの区間限定で無人レンタルサービスを開始した。
2009年9月17日、モントリオールを訪問していた当時のソウル市長呉世勲（オ・セフン）は、モントリオールのビクシーと似た、ソウル市内のどこでも利用できる公共自転車システムである「自転車タクシー」（仮称）を導入すると公式に発表した。呉世勲市長は「直ちに導入することは難しかろうが、ソウル市の自転車道路の構築計画上、2011年に試験運営した後で、全面導入」ができると述べた。

### 公募とサービス開始
2015年3月20日、ソウル特別市は、ソウル型公共自転車のデザインを、スマートフォンのアプリケーションと現場投票を通じて決定すると発表した。これに先立ちソウル特別市は、公共自転車の名称や、自転車貸出所のデザインとブランドの開発を専門機関に依頼し、市民が参加できる公募を進めた。そこでは、名称の場合、市民公募で選定した４つの名称も意向調査の対象に含めた。ソウル市が出した名称案は「ソウル自転車公共（서울 자전거 공공）」、「トブルロ（더블로）」、「ゴーゴー（go go）ソウル公共自転車（고고(go go) 서울공공자전거）」であり、市民公募で選定した名称は「S-Bike」、「パルルン（빠르릉）」、「タルンイ」、「SeSeSe」だった。自転車と貸出所のデザインには、白、白・黒、緑などの案が出された。
2020年3月には、QRコードをスキャンする方法で手軽にレンタルでき、返却も簡単な「QR型ニュータルンイ（QR형 뉴-따릉이）」が導入された。以後、既に導入されていた自転車も、すべてQR型に交換された。